# Okiseius chinensis
Okiseius chinensis är en spindeldjursart som beskrevs av Wu 1983. Okiseius chinensis ingår i släktet Okiseius och familjen Phytoseiidae. Inga underarter finns listade i Catalogue of Life.